# 264061 Vitebsk
264061 Vitebsk este un asteroid din centura principală de asteroizi.

## Descriere
264061 Vitebsk este un asteroid din centura principală de asteroizi. A fost descoperit pe 23 septembrie 2009 la Tzec Maun de Vitalij Nevskij. Asteroidul prezintă o orbită caracterizată de o semiaxă mare de 3,44 ua, o excentricitate de 0,06 și o înclinație de 13,8° în raport cu ecliptica.